# 非洲统一组织
非洲统一组织（英語：Organization of African Unity）成立于1963年5月25日，总部位于埃塞俄比亚首都亚的斯亚贝巴。
2002年7月9日，非洲統一組織在南非總統塔博·姆貝基主持下，正式改组为非洲联盟。

## 宗旨
非洲统一组织成立的目的是为了团结所有非洲国家，形成一个代表非洲国家的统一的声音。反对殖民主义，成立一个解放委员会协助非洲各未独立殖民地的解放运动。
非洲统一组织以不结盟精神为基础，协调非洲各个国家的政策和计划，保卫非洲各国的独立和主权。1966年起，在联合国，非统形成了一个“非洲集团”，使非洲国家统一意志，维护非洲国家的利益，孤立南非和罗得西亚的白人至上主义政权。同时协调非洲国家在“77国集团”中互相协作。
1998年，非洲统一组织成立35周年之际，时任联合国秘书长，加纳人科菲·安南高度评价了非洲统一组织的作用。

## 发展史
1963年5月，在埃塞俄比亚帝国皇帝海尔·塞拉西一世的邀请下，当时所有32个非洲独立国家在亚的斯亚贝巴帝国宴会厅签署了宪章，非洲统一组织宣告成立。
此后非洲其他新独立国家都陆续参加了非洲统一组织，至1994年，当时的54个非洲国家均加入（或曾加入）非统；唯一退出非统的成员国为摩洛哥，1982年，非洲统一组织接纳了阿拉伯撒哈拉民主共和国作为成员，声称对整个西撒哈拉拥有主权的摩洛哥一直对此有所抗议，并在1984年退出了该组织（2017年摩洛哥重返非统的后继组织非洲联盟）。

## 峰会
非统成员国元首和政府首脑峰会每年5至6月间举行一次，会址由各成员国自行推荐，休会期间，组织事务由各成员国外交部长（或外交大臣）组成的非统理事会负责。

## 历任主席
| No.  | 肖像 | 主席                        | 就任时间       | 离任时间       | 国家           | 区域     |
| ---- | ---- | --------------------------- | -------------- | -------------- | -------------- | -------- |
| 1    |      | 海尔·塞拉西一世             | 1963年5月23日  | 1964年7月17日  | 埃塞俄比亚     | 东部非洲 |
| 2    |      | 贾迈勒·阿卜杜-纳赛尔        | 1964年7月17日  | 1965年10月21日 | 埃及           | 北部非洲 |
| 3    |      | 夸梅·恩克鲁玛               | 1965年10月21日 | 1966年2月24日  |                | 西部非洲 |
| 4    |      | 约瑟夫·亚瑟·安克拉          | 1966年2月24日  | 1966年11月5日  |                | 西部非洲 |
| (1)  |      | 海尔·塞拉西一世             | 1966年11月5日  | 1967年9月11日  | 埃塞俄比亚     | 东部非洲 |
| 5    |      | 蒙博托·塞塞·塞科            | 1967年9月11日  | 1968年9月13日  | 刚果民主共和国 | 中部非洲 |
| 6    |      | 胡阿里·布迈丁               | 1968年9月13日  | 1969年9月6日   | 阿尔及利亚     | 北部非洲 |
| 7    |      | 阿赫马杜·阿希乔             | 1969年9月6日   | 1970年9月1日   | 喀麦隆         | 中部非洲 |
| 8    |      | 肯尼思·卡翁达               | 1970年9月1日   | 1971年6月21日  | 尚比亞         | 南部非洲 |
| 9    |      | 莫克塔尔·乌尔德·达达赫      | 1971年6月21日  | 1972年6月12日  | 毛里塔尼亚     | 北部非洲 |
| 10   |      | 哈桑二世                    | 1972年6月12日  | 1973年5月27日  | 摩洛哥         | 北部非洲 |
| 11   |      | 雅库布·戈翁                 | 1973年5月27日  | 1974年6月12日  | 奈及利亞       | 西部非洲 |
| 12   |      | 穆罕默德·西亚德·巴雷        | 1974年6月12日  | 1975年7月28日  | 索马里         | 东部非洲 |
| 13   |      | 伊迪·阿明                   | 1975年7月28日  | 1976年7月2日   | 乌干达         | 东部非洲 |
| 14   |      | 西沃萨古尔·拉姆古兰         | 1976年7月2日   | 1977年7月2日   | 模里西斯       | 南部非洲 |
| 15   |      | 奥马尔·邦戈                 | 1977年7月2日   | 1978年7月18日  | 加彭           | 中部非洲 |
| 16   |      | 加法尔·尼迈里               | 1978年7月18日  | 1979年7月12日  | 苏丹           | 东部非洲 |
| 17   |      | 威廉·理查德·托尔伯特        | 1979年7月12日  | 1980年4月12日  | 利比里亚       | 西部非洲 |
|      |      | 利奥波德·塞达尔·桑戈尔 代理 | 1980年4月12日  | 1980年7月1日   | 塞内加尔       | 西部非洲 |
| 18   |      | 西亚卡·史蒂文斯             | 1980年7月1日   | 1981年6月24日  |                | 西部非洲 |
| 19   |      | 丹尼尔·阿拉普·莫伊          | 1981年6月24日  | 1983年6月6日   |                | 东部非洲 |
| 20   |      | 门格斯图·海尔·马里亚姆      | 1983年6月6日   | 1984年11月12日 | 埃塞俄比亚     | 东部非洲 |
| 21   |      | 朱利叶斯·尼雷尔             | 1984年11月12日 | 1985年7月18日  | 坦桑尼亚       | 东部非洲 |
| 22   |      | 阿卜杜·迪乌夫               | 1985年7月18日  | 1986年7月28日  | 塞内加尔       | 西部非洲 |
| 23   |      | 德尼·萨苏-恩格索            | 1986年7月28日  | 1987年7月27日  | 刚果人民共和国 | 中部非洲 |
| (8)  |      | 肯尼思·卡翁达               | 1987年7月27日  | 1988年5月25日  | 尚比亞         | 南部非洲 |
| 24   |      | 穆萨·特拉奥雷               | 1988年5月25日  | 1989年7月24日  |                | 西部非洲 |
| 25   |      | 穆罕默德·胡斯尼·穆巴拉克    | 1989年7月24日  | 1990年7月9日   | 埃及           | 北部非洲 |
| 26   |      | 约韦里·穆塞韦尼             | 1990年7月9日   | 1991年6月3日   | 乌干达         | 东部非洲 |
| 27   |      | 易卜拉欣·巴班吉达           | 1991年6月3日   | 1992年6月29日  | 奈及利亞       | 西部非洲 |
| (22) |      | 阿卜杜·迪乌夫               | 1992年6月29日  | 1993年6月28日  | 塞内加尔       | 西部非洲 |
| (25) |      | 穆罕默德·胡斯尼·穆巴拉克    | 1993年6月28日  | 1994年6月13日  | 埃及           | 北部非洲 |
| 28   |      | 宰因·阿比丁·本·阿里         | 1994年6月13日  | 1995年6月26日  | 突尼西亞       | 北部非洲 |
| 29   |      | 梅莱斯·泽纳维               | 1995年6月26日  | 1996年7月8日   | 衣索比亞       | 东部非洲 |
| 30   |      | 保罗·比亚                   | 1996年7月8日   | 1997年6月2日   | 喀麦隆         | 中部非洲 |
| 31   |      | 罗伯特·穆加贝               | 1997年6月2日   | 1998年6月8日   | 辛巴威         | 南部非洲 |
| 32   |      | 布莱斯·孔波雷               | 1998年6月8日   | 1999年7月12日  | 布吉納法索     | 西部非洲 |
| 33   |      | 阿卜杜勒-阿齐兹·布特弗利卡  | 1999年7月12日  | 2000年7月10日  | 阿尔及利亚     | 北部非洲 |
| 34   |      | 纳辛贝·埃亚德马             | 2000年7月10日  | 2001年7月9日   | 多哥           | 西部非洲 |
| 35   |      | 弗雷德里克·齐卢巴           | 2001年7月9日   | 2002年1月2日   | 尚比亞         | 南部非洲 |
| 36   |      | 利维·姆瓦纳瓦萨             | 2002年1月2日   | 2002年7月9日   | 尚比亞         | 南部非洲 |

## 自治專門機構
非洲统一组织下設的自治專門機構有：
- 泛非電信聯盟（PATU）
- 泛非郵政聯盟（PAPU）
- 泛非新聞社（英语：PanaPress）（PANA）
- 非洲國家電視廣播機構聯盟（英语：African Union of Broadcasting）（URTNA）
- 非洲鐵路聯盟（英语：African Union of Railways）（UAR）
- 非洲工會統一組織（英语：Organisation of African Trade Union Unity）（OATUU）
- 非洲體育運動最高委員會
- 非洲民航委員會（英语：African Civil Aviation Commission）

## 評論

### 讚譽
非洲統一聯盟中許多成員是聯合國的成員國。故此，其能夠組織一起，共同維護非洲的利益，尤其是殖民主義方面。因此，它對非洲統一的追求在某些方面是成功的。
此外，非洲統一聯盟與聯合國合作緩解難民問題。它成立了非洲開發銀行，以開展旨在使非洲在財政上更強大的經濟項目。

### 批評
由於非洲各國的分歧大，非洲統一聯盟採取不干涉和不干涉原則，但亦反映成員國會容易對其鄰國所發生的事情視而不見。因此，當人權受到侵犯時，例如1970 年代在伊迪·阿敏領導下的烏干達，非洲統一聯盟無力阻止他們。 批評者認為該聯盟在保護非洲公民的權利和自由免受其政治領導人的侵害方面難有建樹，故通常將其稱為「獨裁者俱樂部」或「獨裁者工會」。